# Natalja Iwaszko
Natalja Wasiljewna Iwaszko (ros. Наталья Васильевна Ивашко; ur. 17 sierpnia 1976) – rosyjska zapaśniczka walcząca w stylu wolnym. Wicemistrzyni świata w 2003 i Europy w 2000. Piąta w Pucharze Świata w 2003.
Mistrzyni Rosji w 2005 roku.